# 大西洋-地中海人种
大西洋-地中海人种（英語：Atlanto-Mediterranean），是高加索人种的一个分支，地中海人种亚群。大西洋，地中海沿岸的典型类型。相对较为古老，从中石器时代开始传播到整个地中海。今天常见于葡萄牙、西班牙东部（例如瓦伦西亚）、利古里亚、法国南部、瑞士西部、威尔士、克罗地亚、阿尔及利亚北部、摩洛哥和加那利群岛。德国南部也有分布。沿着欧洲的大西洋沿岸，如不列颠群岛也有该人种分布（例如英国和爱尔兰部分地区），但通常为混合形式（北大西洋人种）。在美索不达米亚地区，混合了原始伊朗人种的成分。欧洲殖民者将这种类型传播到美洲，尤其是拉丁美洲，在阿根廷、墨西哥、乌拉圭和巴西很常见（尽管在许多情况下是混合形式）。

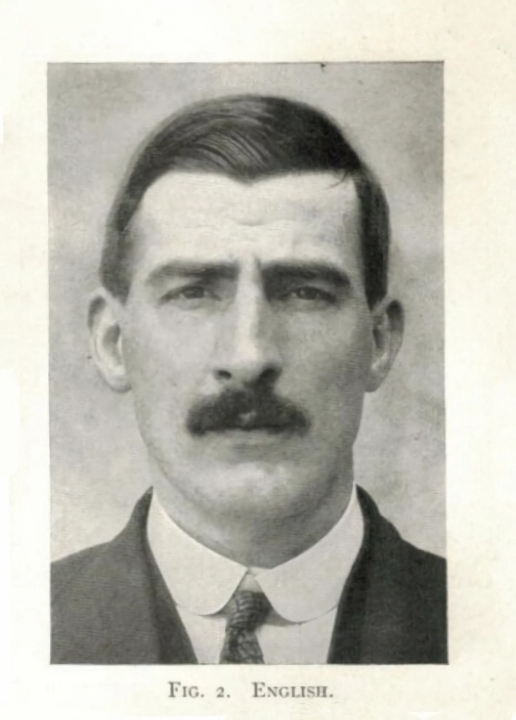
英格兰人，大西洋-地中海人种，《The Racial History of Man》(1923年)，罗兰·伯雷奇·狄克逊著。

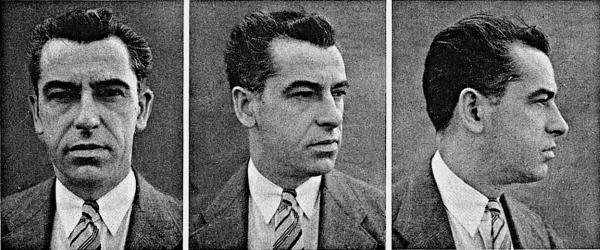
来自法国南部地区图卢兹的法国人，大西洋-地中海人种。

## 体质
暗白肤色、直或卷曲发质、通常是深棕色头发或黑发、棕色眼睛、身材高大、瘦长或中等体型、长-中躯干。长头颅型、狭长直鼻、长脸，眼窝深陷、颧骨通常较宽、较明显的眉脊、常见有轻度眉脊前突。

## 起源
在新石器时代末期，西地中海地区被身材高大、长头型的地中海人种海上入侵者入侵；其中一些入侵者穿过直布罗陀海峡，他们还从那里入侵了不列颠群岛和斯堪的纳维亚半岛。